# Fritz Tödt
Fritz Tödt (* 14. Januar 1897 in Hohenwestedt, Holstein; † 19. Juni 1984 in Berlin) war ein deutscher Zuckertechnologe. Er befasste sich darüber hinaus mit elektrochemischer Sauerstoffmessung, Metallkorrosion und physikalischer Messung.

## Leben

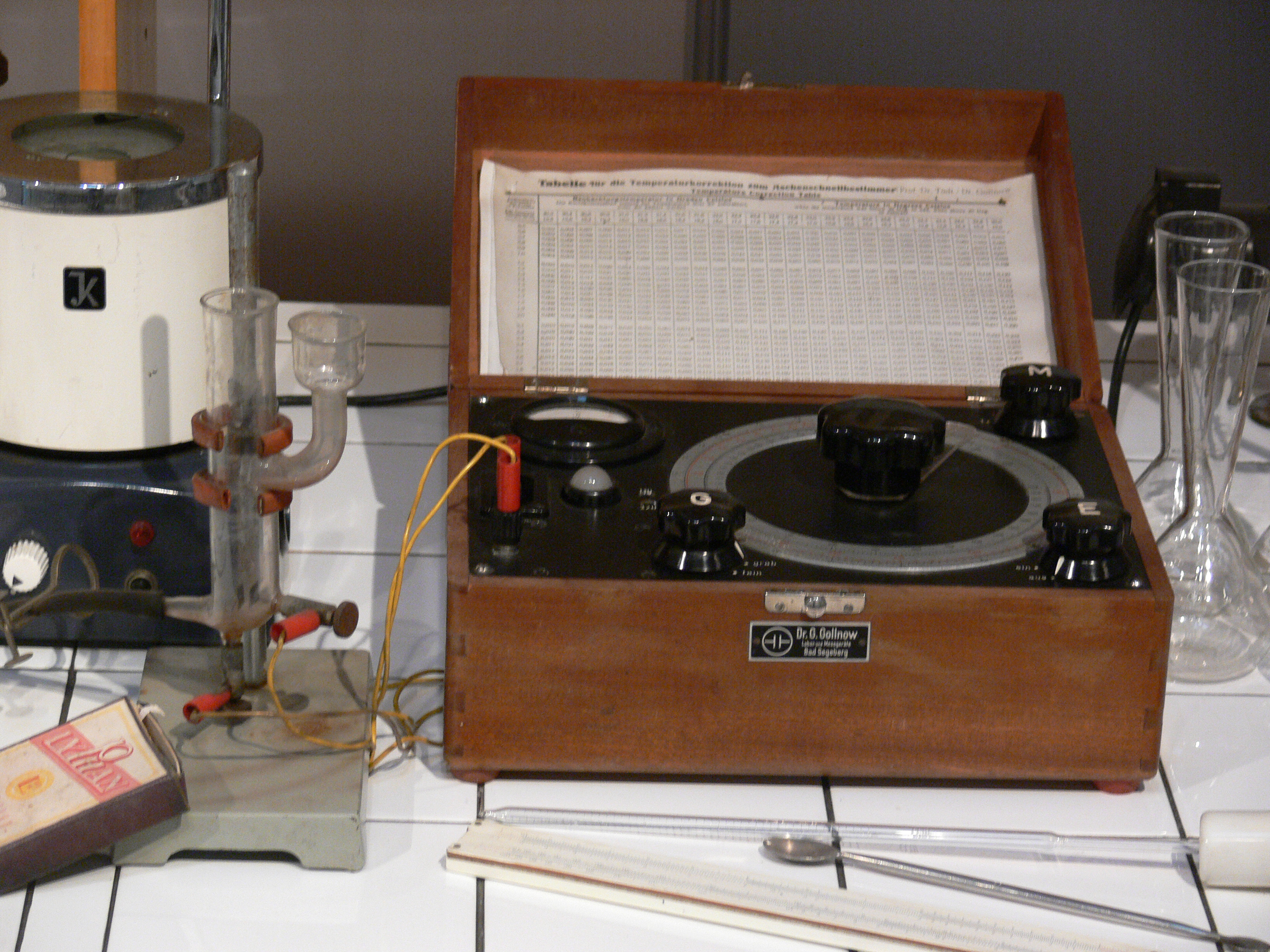
Ascheschnellbestimmer nach Tödt (zur Messung des Gehalts an salzartigen Bestandteilen bei der Rübenzuckerherstellung durch die Messung der elektrischen Leitfähigkeit), um 1955, Zucker-Museum Berlin

Tödt besuchte von 1911 bis 1914 das Gymnasium in Neumünster, nach dem Abitur nahm er als Offizier am Ersten Weltkrieg teil. Nach dem Chemiestudium an der Technischen Universität Charlottenburg (heute: Technische Universität Berlin) von 1919 bis 1922 erfolgte 1924 die Promotion zum Dr.-Ing. mit der Arbeit „Der Schwefelsäureverbrauch im Bleiakkumulator“. Während seines Studiums wurde er 1919 Mitglied der Burschenschaft Gothia Charlottenburg. Eine erfolgreiche wissenschaftliche Tätigkeit in verschiedenen Arbeitsgebieten wie Elektrochemie, Zuckertechnologie, Metallkorrosion und physikalischer Mess- und Kontrollmethodik schloss sich an. 1923/24 war er Assistent am Kaiser-Wilhelm-Institut (KWI) für Chemie unter Otto Hahn und Lise Meitner.
In seiner Zeit als Leiter der elektro-chemischen Abteilung am Institut für Zuckerindustrie in Berlin-Wedding wurde er 1932 Privatdozent. Hier entwickelt er den „Aschenschnellbestimmer“, ein Gerät, das bis heute aus keiner Zuckerfabrik mehr wegzudenken ist. Bald darauf führte er die kolorimetrische pH-Messung zur Bestimmung des optimalen Punktes bei der 1. Carbonatation ein. Ferner hatte er entscheidenden Anteil an der Entwicklung der „Berliner Instituts-Methode zur Invertzuckerbestimmung“. Seit 1932 gehörte er der Internationalen Kommission für einheitliche Methoden in der Zuckerindustrie (ICUMSA) an und war mehrere Jahre Schatzmeister und Sekretär dieser Organisation. Berufliche Reisen führten ihn unter anderem 1936 nach London, wo er Leiter der deutschen Delegation bei der ICUMSA. 1943 wurde er außerordentlicher Professor, später Gruppenleiter in der Reichsstelle für Hochfrequenztechnik (1944/45), dann Abteilungsleiter am KWI für physikalische und Elektro-Chemie und zuletzt von 1951 bis 1962 Fachgruppenleiter an der Bundesanstalt für Materialprüfung (BAM). Als außerordentlicher Professor hatte er Lehraufträge an der TU Berlin inne.
Er war seit 1938 verheiratet mit der Opernsängerin Charlotte Strohbach aus Bad Elster.
Auf seinen Namen meldete er mehrere Patente an. Er verfasste  wissenschaftliche Arbeiten und war Herausgeber des Fachbuches „Korrosion und Korrosionsschutz“, welches als „der Tödt“ in die Fachliteratur eingegangen ist.
In seinem wissenschaftlichen Denken war Fritz Tödt auch auf anderen Gebieten aktiv. So befasste er sich mit ökologischen Fragen und auch mit alternativen Krebstherapien. Im Alter erhielt Fritz Tödt das Bundesverdienstkreuz 1. Klasse. Zu seinem 80. Geburtstag wurde er durch einen Festakt im Berliner Zuckermuseum geehrt. Er verstarb 1984 im Alter von 87 Jahren und wurde in Berlin-Nikolassee beigesetzt. Sein wissenschaftlicher Nachlass wurde 1998 der Sächsischen Akademie der Wissenschaften zu Leipzig übergeben.

## Publikationen
- Betriebskontrolle und Meßwesen in der Rübenzuckerindustrie unter besonderer Berücksichtigung physikalisch-chemischer Methoden, 2. erw. Aufl. Berlin-Nikolassee, Naturwissenschaftlicher Verlag 1949.
- Elektrochemische Sauerstoffmessungen, Berlin,  de Gruyter 1958.
- Korrosion und Korrosionsschutz, 2. völlig neu bearb. Aufl., Berlin, de Gruyter 1961.